# Dick Giordano
Richard Joseph Giordano (20 de julho de 1932 - 27 de Março de 2010), mais conhecido pelo nome artístico Dick Giordano, foi um ilustrador e editor de histórias em quadrinhos conhecido por lançar a "Action Heroes" da Charlton Comics, e também por ter sido o editor executivo da DC Comics. Como ilustrador, Giordano é bem conhecido por suas parcerias com Neal Adams em séries de quadrinhos aclamados como: Batman, Lanterna Verde e Arqueiro Verde.
Dick Giordano faleceu no dia 27 de março de 2010, vítima de leucemia.